# 海斯鎮區 (堪薩斯州迪金森縣)
海斯鎮區（英語：Hayes Township）為美國堪薩斯州迪金森縣轄下的鎮區。2010年美国人口普查中此鎮區人口有240人。

## 地理
海斯鎮區涵蓋總面積為77.7平方（30.01平方英里），其中陸地面積為77.6平方（29.98平方英里），水域面積為0.078平方（0.03平方英里）或0.10%。海拔高度378（1,240英尺）。

## 人口統計
根據2010年美國人口普查，海斯鎮區人口有240人，其中男性有127人，女性有113人，人口密度為每平方公里3.09人，住房計96戶。鎮區內的白人有215人，非裔美國人有1人，美洲原住民有3人，亞裔美國人有7人，太平洋島裔美國人有0人，其他種族有1人，混血種族則有13人。此外鎮區內有9人為西班牙裔或拉丁裔美國人。此鎮區之年齡中位數為46.5歲，而男性年齡中位數為46.5歲，女性年齡中位數為46.5歲。

## 交通

### 主要公路
- 70號州際公路
- 40號美國國道
- 15號堪薩斯州州道
- 18號堪薩斯州州道